# Gianpasquale Santomassimo
Gianpasquale Santomassimo (Potenza, 10 agosto 1948) è uno storico e docente universitario italiano.

## Attività professionale e pubblicistica
Allievo di Ernesto Ragionieri, Gianpasquale Santomassimo ha insegnato presso il Dipartimento di Storia dell'Università di Trieste, dal 1976 al 1987, e poi presso il Dipartimento di storia dell'Università di Siena, dal 1987 al 2014.
Ha fatto parte della direzione delle riviste Italia contemporanea, Passato e presente. Collabora stabilmente con il manifesto.

## Opere
- La marcia su Roma, Firenze, Giunti, 2000. ISBN 88-09-01794-3.
- La notte della democrazia italiana. Dal regime fascista al governo Berlusconi, a cura di, Milano, il Saggiatore, 2003. ISBN 88-428-1138-6.
- Antifascismo e dintorni, Roma, Manifestolibri, 2004. ISBN 88-7285-329-X.
- La terza via fascista. Il mito del corporativismo, Roma, Carocci, 2006. ISBN 88-430-3841-9.
- Togliatti il rivoluzionario costituente, con Paolo Ciofi e Gianni Ferrara, Roma, Editori riuniti, 2014. ISBN 978-88-6473-155-1.